# Bakery Jatta
Bakery Jatta (Gambia, 6 de junio de 1998) es un futbolista gambiano. Juega de extremo y su equipo actual es el Hamburgo S. V. de la 1. Bundesliga de Alemania.

## Trayectoria
Jatta nació en Gambia el 6 de junio de 1998, antes de emigrar a Alemania en 2015, Jatta ya había jugado en varios equipos de Senegal y Nigeria además del Brikama United de su país. Se unió al Hamburgo S.V. en enero de 2016 afirmando el propio jugador que antes no había jugado en ningún otro equipo. Comenzó jugando para el filial de la entidad alemana, tras haber destacado en las categorías inferiores se le hizo inmediatamente ficha del primer equipo.
Su debut en la Bundesliga se produjo el 16 de abril de 2017 en un partido contra el Werder Bremen que acabó con derrota por 2-1. Su primer gol con la entidad germana fue en noviembre de 2018 en el partido de liga contra el FC Erzgebirge Aue, fue el autor del tercer tanto para su equipo. Poco a poco se hizo un hueco en el primer equipo siendo a día de hoy titular indiscutible.  

## Sospecha sobre su identidad
El 7 de agosto de 2019, medios alemanes publicaron los resultados de su investigación, según la cual se sospechaba que Jatta había entrado en Alemania en 2015 bajo una identidad falsa. Jatta modificó su identidad y su fecha de nacimiento para facilitar su ingreso y poder beneficiarse de la tolerancia que se le da a los menores de edad para poder permanecer en el país, según Sport Bild remite al apartado 58 de la Ley de Residencia. Según esto, en realidad se llama Bakary Daffeh y nació el 6 de noviembre de 1995, no el 6 de junio de 1998 como él afirma. Según la versión del extremo gambiano, afirma que nunca había jugado en un equipo de su país. Pero según el diario alemán y contrario a su versión, varios entrenadores aseguran que jugó para el Brikama United y para varios equipos de Nigeria y Senegal. 
Dos días más tarde se confirmó las autoridades de Hamburgo su investigación la identidad y edad del jugador. El Hamburgo S.V. expresó su respaldo total al jugador en todo momento.

## Clubes
| Club           | País     | Año   |
| -------------- | -------- | ----- |
| Hamburgo S. V. | Alemania | 2016- |